# Abrest
 Abrest  là một xã ở tỉnh Allier thuộc miền trung nước Pháp.

## Dân số
| 1962 | 1968 | 1975 | 1982 | 1990 | 1999 |
| ---- | ---- | ---- | ---- | ---- | ---- |
| 450  | 488  | 461  | 390  | 335  | 291  |